# Kreskay Imre Tamás
Kreskay Imre Tamás (Kreskay Tamás, Székesfehérvár, 1748. november 5. – Pápa, 1809. augusztus 6.) pálos rendi, majd világi pap, költő.

## Élete
Kreskay János Fejér vármegyei, rácalmási földbirtokos, tisztviselő (1755. november 24-én nyert nemesi oklevelet) és Kovács Mária Anna fia. 1763-64 körül, mint maga írta, megutálva a világ csalfaságait és bűneit, Pozsonyban a pálosok közé lépett és az Imre szerzetesi nevet vette fel. Már fiatalon jól beszélt francia, latin és olasz nyelven. A szerzet elöljárósága utasítására Molnár Elek szerzetestársával beutazta Olaszország és Németország nagy részét. Rómában négy évig tartózkodott, meglátogatta Firenzét, Velencét – „hol szinte beestem a halál gyomrába”, mondja verseiben –, Észak-Olaszország legtöbb városát, majd Bécsen át, ahol hat hétig lakott, visszatért hazájába.
Pozsonyból a Baranya vármegyei Mecsekre helyezték át, ahol két évig volt a rend jószágkormányzója. Itt ismerkedett meg Virág Benedekkel. 1777 körül Pestre költözött, ahol a szerzet könyvtárnoka lett. 1780-ig élt Pesten, az akkor ébredező irodalmi élet minden mozzanatában részt vett. 1780-ban Szatmárra költözött, ahol 1786-ig, a szerzet eltöröltetéséig a rendház elöljárójaként, iskolaigazgatóként és könyvtárnokként működött.
1786. szeptember 6-án világi pap lett. 1787-ben elhagyta Szatmárt és Ugocsa vármegyébe, Sasvárra költözött, ahol az irodalomnak élt. 1788-89-ben Fejér vármegyében több helyen is élt, talán papként vagy nevelőként. Ekkorra neve irodalmi körökben már ismert volt. Kora legnevezetesebb költőivel és íróival levelezett. Mint a tiszta magyar nemzeti szellem harcosa tűnik fel Rájnis iskolája ellenében; a klasszikus formák helyett pártolja „a magyar verseknek az együtthangzásban találandó örökös tulajdonságát”. 1790-től 1797-ig nevelő és lelkész volt Eötvösön (Somogy vármegye) özvegy vízeki Tallián Farkasnénál, ahol összeírta egyházi beszédeit. 1798-99-ig Bodajkon, 1804-től 1809-ig Ihásziban, valószínűleg lelkészi vagy nevelői minőségben működött.
A M. Múzeumban (I. 1788-89. Jelentése, II. 1792. Az igaz nemesség, költ.; Scipio álma, Játéknéző helyre alkalmaztatva, Metastasius Péter olasz munkájából; M. báró Gen. Orczy Lőrincz urhoz. Sz.-Fejérvár, Szent Jakab hava 1. 1789., Bocsánat. M. B. Orczy-Lőrincz úrhoz, költ., Egy valakiről, Anyos Pálhoz, Elegyes versek és Intés, költ.)

## Munkái
- Az úr vacsorájához buzgó áhítatossággal járuló töredelmes szívnek tükörképe. Pest, 1778. (Kézirata a budapesti egyetemi könyvtárban.)
- Ode dum excell. d. comes Franciscus de Nádasd ill. dnum comitem Franciscum de Nádasd filium suum regio nomine suprenum comitem inclyto comitatui Alba-Regalensi daret. 1779. Hely n.
- Carmen quod ad diem VII. kal. Jul. 1780. inaugurationi regiae Budensis universitatis solemnem obtulit. Pestini.
- Ode de comite Ant. Károlyi dum anno 1782. aeger decumberet Karolini kal. Julii, M. Karolini.
- Ode ad comitem Antonium Károlyi. Uo. 1786.
- Ode ad elegiam Innocentii Simonchich dicatam honoribus dni Georgii Tokody dum per districtum M. Varad. reg. schol. sup. directoris vices-gerens renunciaretur. Anno 1786. Hely n.
- Magyar ódák avagy énekek. Hely n., 1788.
- Jó gondolatok. Komárom, 1790.
- Az 1795. uj esztendőre készült versek. Pest.
- Egy magyar musának filozofiai gondolatai az 1795. uj esztendőre alkalmaztatott versekben. Uo.
- Károlina kir. főherczeg kisasszonynak születésére készült énekes inneplés. Tartatott egy különös tudós társaságban mélt. gróf ő excell. Balassa Ferencz... által Bécsben decz. 13. 1795. Gróf Arrivaldi János eredeti olasz munkájából ford. Hely nélkül.
- Magyar poema a hazafiakhoz, midőn a t. n. vármegyék által szükséges hadi segedelemre buzdítatnának. Pest, 1797.
- Békesség. Esthajnal énekes inneplés, musikabéli zengedezésekre és játékszinre alkalmaztatva. Mellyel a köz örömöt háladatos szivvel festegeti édes hazájának békétszerető magyar poezia, 1806. uj esztendőnek kezdetével. Veszprém (József nádorhoz intézett költemény.
- Ad diem IX. calendas Septembris ill. ac rev. dni Caroli 1. b. Perény de Nagy-Szőllős, episcopi Tiberiadensis ... consecrationi sacrum. 1808. Buda. (Költ.)
- Buzdító versek a felkelő magyar nemességhez 1809. eszt. Veszprém
- Költői levelezések. Kreskay Imre hátrahagyott irataiból életrajzi adatokkal és jegyzetekkel közli Hattyuffy Dezső; Franklin, Bp., 1906 (Régi magyar könyvtár)

Kéziratai Modrovich Ignácz földbirtokosnál Ráczalmáson (Fehérm.): Pápai Sybila c. költ. 90 szakasz, Magyar Musának gondolatai 45. sz., Homiliák és Harmadnapi elmélkedések két kötet sat.; a Magyar Nemzeti Múzeumban: Elegyes versei 1789-1808. 4-rét 103 lap; Különféle munkái 8-rét 15 levél; Ódái, az az énekei és a békesség. Pápa, 1806. 4-rét 82 lap.